# ホラーアクションRPG ハンターズ・ムーン
「ホラーアクションRPG ハンターズ・ムーン」は、日本のテーブルトークRPG作品のシリーズ。作者は齋藤高吉・冒険企画局。新紀元社から2010年2月に発売された。

## 概要
河嶋陶一朗の考案による汎用のTRPGシステム「サイコロ・フィクション」を使用した第3弾の作品。前半がリプレイパート、後半がルールパートの構成をとる。「喰うか、喰われるか」がテーマとなっており、プレイヤーは、日本の都市を舞台に、モノビーストと呼ばれるモンスターを狩るハンターとなって冒険をする。モノビーストは夜に現われて人間を食料とし、普通の人間の眼には見えない。彼らは不死身だが、満月の夜だけは傷つけ倒すことができる。ハンターたちは、モノビーストを狩り、その肉体を食べることで特殊能力を身につける。

## プレイヤーキャラクター
プレイヤーは、ハンターと呼ばれるキャラクターを作成する。ハンターは特殊能力を持ち、人間を狙って出現するモノビーストを探し、戦闘を行なう。

### 履歴
プレイヤーキャラクター（PC）がなぜハンターになったのかを決めるのが履歴である。種別は以下の通り。
- 復讐鬼（アヴェンジャー） : モノビーストによって大切なものを奪われた者たち。
- 防衛者（ディフェンダー） : 人類の守護者を自認する者たち。
- 人猟師（マンハンター） : 人を狩るのが好きだが、モノビーストのほうが獲物として面白そうだと考える者たち。
- 組織人（エージェント） : ハンター組織に属し、組織の利益のために行動する者たち。
- 魔術師（メイガス） : 魔術組織に属し、さらなる力を求める者たち。
- 一般人（コモナー） : 身に覚えもないのに特殊能力を得てしまった者たち。

### 武器
ハンターたちの武器は以下のように大別されており、PCはこのうちのいずれかを選ぶことになる。
- 火炎（火炎瓶や火炎放射器など）、槍、ナイフ（剣や刀を含む）、銃、犬、罠（事前に仕掛けた場所に敵を追い込む）

2巻で3つの新武器が追加され、全9種類となった。
- 格闘、鎖、幸運（なぜか物事がよい方向に運ぶ）

なお、ハンターが携行する武器の種類によっては目撃されると社会的問題を引き起こす可能性がある。一般人にはモノビーストが見えないため、人喰いの怪物に対する抵抗手段という釈明が通用しないためである（#ハンターキラーも参照）。

### アビリティ
ゲーム中に使う技や能力のこと。誰でも取得できる「汎用」、装備している「武器」によるもの、そしてモノビーストに由来する「異形」の3種がある。
異形アビリティを使用する際は体に奇妙な器官が生じるが、平時は普通の姿に戻ることができる。そして、倒したモノビーストの肉を食べることで新たなアビリティを得、PCを強化できる。
逆にハンターが戦死した場合、モノビーストはその肉を喰らって犠牲者の異形アビリティを得る。
2巻では異形アビリティを全解放する「異形化」ルールが追加された。戦闘能力は向上するが、肉体への負担も大きい。

## ハンターキラー
2巻で追加された、ハンターと敵対する人間たちの総称。モノビーストの存在を知った上でハンターを妨害する「接触者」と、モノビーストを視認できずハンターのみを問題として干渉してくる「非接触者」の2種類がいる。
戦闘中は独自の「凶気アビリティ」を使用してハンターに攻撃を仕掛けてくるが、ハンターキラー自身もモノビーストの攻撃対象になりえる。

## 行為判定
六面体サイコロを2つ（2D6）使用する上方判定。
ゲーム中、ある行為の成否を判定するとき、ゲームマスター（GM）は特技表の中からふさわしい特技を指定する。判定を行うキャラクターが指定された特技を持っているとき、目標値は5となる（成功確率83%）。
指定された特技がなければ、自分の持っている特技で代用できる。この場合、両特技が表の中で何マス離れているかを数え、その数を目標値に加える（それだけ難度が増す）。

## ゲームの進行
本ゲームでは、プレイヤーの行動を均等にするために、「サイクル」という概念を使用する。各プレイヤーは1サイクルにつき1回、主要な行動を取ることができる。
具体的にどんな行動が可能かは、その時の「フェイズ」による。本ゲームでは、最初に「遭遇フェイズ」を行い、その後「追跡フェイズ」と「戦闘フェイズ」を3回繰り返す。

### 遭遇フェイズ
キャラクターが敵となるモノビーストと遭遇するフェイズ。1サイクルで終了する。
ここでPCの初期【感情】の属性が決まる。属性には怒りと恐怖の2種があり、戦闘時のダメージのやり取りにかかわってくる。

### 追跡フェイズ
PCがモノビーストを追いかけるフェイズ。セッション中に日暮れ・真夜中・夜明けの3度発生する。それぞれ1サイクルで終了。
まず、GMは次に起こる戦闘フェイズのロケーションと、モノビーストが取る行動を決定する。プレイヤーはそれに応じて「妨害」や「練習」などの行動を取る。行為判定に用いる特技はランダムに決める。

### 戦闘フェイズ
モノビーストとの戦闘を行うフェイズ。やはり日暮れ・真夜中・夜明けの3度発生し、最後のものを特に決戦フェイズと呼ぶ。戦闘時のサイクルは「ラウンド」と呼ばれ、1戦闘は基本的に3ラウンドからなる。
攻撃アビリティの効果で発生したダメージは、まず目標の【モラル】を減少させる。【モラル】が0になった上で、受けたダメージが設定された基準値を越えると、部位ダメージが発生して「身体部位」に相当する特技が使えなくなる。その場合、表の中で使用不能部位のまわりに配置された特技もまた使えなくなる。
戦闘の影響で【感情】が上昇して10、20、30のいずれかになると暴走状態に陥る。このとき属性が怒りであれば、与えるダメージと被るダメージがともに増加する。恐怖であれば、ダメージ・被ダメージともに減少する。
3ラウンドが経過してモノビーストが撤退するか、ハンターが全員逃走すると、戦闘フェイズは終了する。暴走した場合、戦闘終了時に属性が反転する。

### 決戦フェイズ
最後の戦闘を行うフェイズ。ここではモノビーストは撤退しない。また、決戦フェイズで部位ダメージを受けた場合、死亡判定を行う。

## リプレイ
プレイヤーキャラクター（PC）の死傷が起きやすいルールであり、リプレイにもその点が書かれている。プレイヤーがルールを把握しきる前に行われた最初のセッションでは、キャラクターの能力が調整不足でパーティが全滅しそうになり、再挑戦をしている。

### 降り注ぐ死
お化けが見える中学生4人が行った肝試し。それが正真正銘の人喰いの怪物との遭遇だとは、その時は誰も思っていなかった……気づいたときにはもう遅すぎた。
十六夜 頼子（いざよい よりこ）
プレイヤー : 落合なごみ
女 / 13歳 / 復讐鬼 / 槍
全滅した先代パーティの唯一の生き残り。かつては普通の女子中学生だったが、肝試しに行った先でアルドルに友人たちを喰われ、復讐鬼となった。現在は髪を短く切り、目つきが悪くなっている。十六夜家に伝わる名槍「千枚通し」を振るって戦う。
聖 譲司（ひじり じょうじ）
プレイヤー : イケダサトシ
男 / 44歳 / 防衛者 / 銃
歴戦のハンターであり、頼子の父、頼豪の旧友。かつては槍使いだったが、竜との戦いで右脚を負傷したため武器を銃に変えた。頼豪にたのまれ、頼子にカッパドキア槍術を教えた。名前の由来は聖ジョージ。
黒丸 冬寂（くろま とうじゃく）
プレイヤー : 魚蹴
男 / 35歳 / 魔術師 / ナイフ
モノビースト由来の特殊能力を魔法とみなす、魔術結社「黄金の杯」のアデプト。「フラターW∴M∴」を自称する。さらなる呪文を求めてハンターを続けている。
シリウス
プレイヤー : 河嶋陶一朗
男 / 5歳 / 組織人 / 犬
ハンター支援組織「シルバー・バレット」所属の猟犬。3年前にインドで主人をアルドルに殺され、再戦の機を待っていた。当然ながら言葉は話せないが、冬寂とはテレパシーで通じ合える。
アルドル
四足獣型モノビースト。肩から刃を生やし、口から火炎を吹く。8年前に中東で発生した後、大陸を東に移動し続け、日本に襲来した。モノビースト四天王の1体とも言われるが、真偽は定かではない。

### 殺戮連鎖
アルドル討伐より3年。世界各地でハンターが大挙して行方不明になる事件が多発していた。「ピット（奈落）」と呼ばれる事件現場一帯でハンターたちを待つものとは。
十六夜 頼子（いざよい よりこ）
プレイヤー : 落合なごみ
女 / 16歳 / 復讐鬼 / 槍
高校生になったが、他人を巻き込むことを恐れて友人を作ろうとせず、常にひとりでいる。父親との仲がギクシャクしている。
聖 譲司（ひじり じょうじ）
プレイヤー : イケダサトシ
男 / 47歳 / 防衛者 / 銃
かつて愛した女性・時雨の幽霊が見えるようになり、引退して山奥で熊と暮らしていた。しかしその時雨の娘であり、自らの弟子でもある頼子の要請で再び銃を手に取った。
黒丸 冬寂（くろま とうじゃく）
プレイヤー : 魚蹴
男 / 38歳 / 魔術師 / ナイフ
魔術結社の所属ロッジのある街が「ピット」と化したため、事件に挑むことになる。同輩の木村に弟子として眠兎を押しつけられた。
伊藤 眠兎（いとう みんと）
プレイヤー : 池田朝佳
女 / 16歳 / 人猟師 / 鎖
病で余命半年となり、自棄になって暴れまわっていたところを、木村によって強引にハンターに仕立て上げられた女子高生。

## サポート
- 「Role&Roll」 - シナリオやサポート記事が掲載されている。
- 『まるごと一冊冒険企画局』　新紀元社、2010年。 - ムック。シナリオを掲載。

## 書誌情報
- 『ホラーアクションRPG ハンターズ・ムーン』　新紀元社、2010年。
- 『ハンターズ・ムーン2 スローター・サイクル』　新紀元社、2010年。
- 『ハンターズ・ムーン3 ロスト・ターゲット』　新紀元社、2011年。